# پامچال بیسیانا
پامچال بیسیانا (نام علمی: Primula beesiana) نام یک گونه از سرده پامچال است.